# Власово (Орехово-Зуевский район)
Власово — деревня в Орехово-Зуевском муниципальном районе Московской области. Входит в состав сельского поселения Белавинское. Население — 6 чел. (2010).

## Расположение
Деревня Власово расположена в восточной части Орехово-Зуевского района, примерно в 16 км к юго-востоку от города Орехово-Зуево. Высота над уровнем моря 127 м.

## История
В конце XIX — начале XX века деревня входила в Яковлевскую волость Покровского уезда Владимирской губернии.
В 1926 году деревня входила в Федотовский сельсовет Яковлевской волости Орехово-Зуевского уезда Московской губернии.
До 2006 года Власово входило в состав Белавинского сельского округа Орехово-Зуевского района.

## Население
В 1905 году в деревне проживало 239 человек (42 двора). В 1926 году — 207 человек (94 мужчины, 113 женщин). По переписи 2002 года — 9 человек (2 мужчины, 7 женщин). По состояннию на июль 2020 года прописаны 35 человек. 
| 1926 | 2002 | 2006 | 2010 |
| ---- | ---- | ---- | ---- |
| 207  | ↘9   | ↗10  | ↘6   |